# 兹德涅克·格里格拉
兹德涅克·格里格拉（捷克語：Zdeněk Grygera，1980年5月14日—），捷克足球运动员，司职右后卫。

## 生平

### 球會
這名後防球員早年主要效力國內一些小型球會，曾轉投當地聯賽班霸布拉格斯巴達。其間他贏過捷克聯賽冠軍（2001、2003年），上陣65場比賽，取得兩個入球。他主要司職右閘，但有時也會打後防中路。他於2003年轉到荷蘭加盟當地班霸阿積士。他效力了三年，期間他贏過一屆荷蘭聯賽冠軍，上陣99場比賽入了10球。
2006年夏季基謝拉原來打算到意甲發展，但因該年發生意甲醜聞而作罷。同時他亦一度受到英超球會熱刺垂青，惟最終沒有成事。至2007年中基謝拉與阿積士合約期滿，他終而轉投意甲的祖雲達斯。
2011年8月31日基謝拉以自由身免費加盟英超球會富咸，簽約一年，並可優先續約一年。
2011年11月10日，富咸宣佈基謝拉於2011年11月7日主場對熱刺傷出，證實為膝部前十字韌帶斷裂，估計要養傷6個月。
2012年3月13日，基謝拉膝部傷患證實於2011/12年球季結朿前不能復原要提早收咧。
2012年12月6日，基謝拉宣佈由傷患關係決定離開英格蘭球壇。基謝拉稱傷患令他感到不能於英超高水平作賽，所以決定離開英格蘭球壇並將返回家鄉捷克斯洛伐克。基謝拉繼續稱於2013年1至2月間會嘗試於捷克斯洛伐克或奧地利球會找機會，因當地水平沒有英超那麽激烈。

### 國家隊
基謝拉曾入選過捷克國家足球隊出戰2004年歐洲國家杯，一度打入準決賽；2006年世界杯他也有出席，但卻首圈出局。

## 榮譽
- 捷克聯賽冠軍：2001、2003
- 荷蘭聯賽冠軍：2005

## 外部連結
- Official Juventus profile （页面存档备份，存于）